# デイフォブス (小惑星)
デイフォブス (1867 Deiphobus) は、木星後方のトロヤ群に位置する小惑星である。カルロス・チェスコとA・G・サムエルがアルゼンチンのエル・レオンシット国立公園にある観測施設で発見した。(4709) Ennomosと呼ばれる小惑星を始めとするEnnomos族という小惑星族に属する。
プリアモスの息子でトロイアの武将デーイポボス (Diphobos) に因んで名付けられた。
2007年5月、日本でデイフォブスによる恒星HIP 53416の掩蔽が観測された。トロヤ群の小惑星による掩蔽は珍しいことから、天文教育の一環として岐阜県の高校生らによる観測チームが編成されるなど、多くの地点で観測が行われ、詳細な断面形状が求められた。